# Kamionki (województwo świętokrzyskie)
Kamionki – wieś w Polsce położona w województwie świętokrzyskim, w powiecie skarżyskim, w gminie Łączna.
W latach 1975–1998 miejscowość administracyjnie należała do województwa kieleckiego.